# Tylomys tumbalensis
Il ratto rampicante di Tumbala  (Tylomys tumbalensis Merriam, 1901) è un mammifero della famiglia dei Cricetidi, endemico del Chiapas (Messico).

## Descrizione
Assomiglia grossolanamente a Rattus rattus.

Misura 17–25 cm cui vanno aggiunti 20–25 mm di coda.

La pelliccia è di colore dal grigio al marrone sul dorso, biancastra sul ventre. La coda, sottile, è marrone scuro o nerastra. Possiede grandi orecchie glabre.

## Distribuzione e habitat
Il suo areale è ristretto al Messico meridionale (Chiapas).

## Biologia
È una specie verosimilmente arboricola, le cui abitudini sono poco note.

## Status e conservazione
La IUCN Red List classifica questa specie come in pericolo critico di estinzione.

La Zoological Society of London, in base a criteri di unicità evolutiva e di esiguità della popolazione, considera Tylomys tumbalensis una delle 100 specie di mammiferi a maggiore rischio di estinzione.